# 小金門青歧遺址
小金門青歧遺址是位于金门县的一处史前遗址。

## 範圍
青岐遺址所在地，因清遠湖開挖、疏浚、以及堤岸的興建，遺址已經遭到某種程度的破壞。
- 東西長約100公尺。
- 南北寬約150公尺。
- 估計面積約有15,000平方公尺。
- 埋藏深度不明。

## 發現者
- 1998年陳維鈞調查發現。
- 2001年陳仲玉、劉益昌二度調查。
- 2004年陳維鈞三度調查。
- 2005年陳維鈞四度調查。

## 出土文物
清遠湖疏浚的汙泥當中夾雜豐富的青岐遺址文化遺物，除了被堆積在清遠湖周邊外，也被傾倒在清遠湖北邊直線距離約1.4公里的貴山岩岸地帶。
出土文物有陶質遺物、石器、貝類、瓷器、石器。
- 陶質遺物包括陶容器，手製，器形有罐形器和缽形器。[1]
- 罐形器有長頸罐和短頸罐兩種，口徑一般偏小。
- 生態遺留則出土貝類。
- 瓷器為宋元時期的瓷片。
- 石器出土的數量不多，以凹石為主。[2]